# Noritake Kinashi
Noritake Kinashi (木梨 憲武 Kinashi Noritake?, nacido el 9 de marzo de 1962) es un comediante, actor, cantante y artista japonés. Es el miembro bajito del dúo de comedia Tunnels, con quien formó parte del grupo pop Yaen. Su asociado y compañero es Takaaki Ishibashi. Es el vicepresidente ejecutivo de la oficina de entretenimiento Arrival.
La esposa de Kinashi es la actriz Narumi Yasuda. Su primo es Morisho Kinashi, legislador del Partido Democrático Liberal de Suginami.

## Trabajos

### Creaciones
Kinashi tuvo siete exposiciones propias hasta 2013, su estilo de pintar es abstracto basado en el rojo de color, bosqueja letras en paisajes, y dibujos de bodegón con expresión de color sencillo. Mientras utiliza sus exposiciones que utilizan el método interactivo de internet, también puede encargarse de diseños de personajes en videojuegos.
| Año                            | Título                                                                                   | Tipo                     |
| ------------------------------ | ---------------------------------------------------------------------------------------- | ------------------------ |
| 1994                           | Taiyō Nikonika-ten                                                                       | Exposición               |
| 1996                           | Sendai Kabushiki-gaisha Shichijūshichi Ginkō                                             | Libreta de ahorros       |
| 1996                           | Noritarou nō, e hon'nō, hagaki nō                                                        | Diseño de personaje; voz |
| 1997                           | Marvel Super Heroes vs. Street Fighter                                                   | Libro de ilustraciones   |
| 1997                           | Tosanoumi Toshio                                                                         | Delantal                 |
| 1998                           | Tokyo Metro                                                                              | Cartel                   |
| 2000                           | Noritake Kinashi No Tenran-kai                                                           | Exposición               |
| 2002                           | Score-ten                                                                                | Exposición               |
| 2003                           | Go With The Flow-ten                                                                     | Exposición               |
| 2003                           | Dai 114-kai Anda Pandan-ten                                                              | Exposición               |
|                                | Adagio Lounge classics                                                                   | Sobrecubierta del CD     |
| Tsugutoshi Goto do not disturb | Cubierta del álbum                                                                       |                          |
| Kiichi Nakai Nikki             | Cubierta del libro                                                                       |                          |
| 2006                           | Camisetas 3-Ban de Shigeo Nagashima de Mizuno Corporation                                | Diseño de camiseta       |
| 2008                           | Noritake Kinashi: Iro no Sekai-ten in Kyoto                                              | Exposición               |
| 2008                           | Noritake Kinashi Echibition                                                              | Exposición               |
| 2008                           | AFWP 2008 Japan Dai San-kai Sekai Heiwa Bijutsu Saiten                                   | Exposición               |
| 2009                           | Tokyo! Tokyo!! Tokyo!!! Ten                                                              | Exposición               |
| 2010                           | Noritake Kinashi Spot Aoyama Tokyo 2010                                                  | Exposición               |
| 2013                           | Noritake Kinashi Bijutsukan 2 Ai to Kibō to Hikari to Kapiolani Kōen to Watashi to Kyoto | Exposición               |
| 2014                           | Noritake Kinashi-ten×20 years Inspiration: Shunkan no Kōkishin                           | Exposición               |
| 2015                           | Noritake Kinashi Solo Exhibition                                                         | Exposición               |

### Discografía
| Año  | Título                                              |
| ---- | --------------------------------------------------- |
| 1996 | Kenzaburō & George Yamamoto "Roman"                 |
| 2002 | Noritake Kinashi+Kiyoshiro Imawano "Ganbare Nippon" |
| 2006 | Ajisai "Futaridake No Sekai"                        |

Delivery
| Año  | Título                                    |
| ---- | ----------------------------------------- |
| 2015 | Fumiya Fujii & Noritake & Hiromi "Tomoyo" |

### Vídeos
| Año  | Título                               |
| ---- | ------------------------------------ |
| 2003 | Ryōma No Tsuma to sono Otto to Aijin |
| 2004 | Noritake Guide Free Live             |
| 2005 | Noritake Guide 2 Peace Live          |
| 2006 | Noritake Guide 3 –99975 Party Live–  |
| 2007 | Noritake Guide 4 One Half Live       |

## Filmografía
(se exceptúan programas de apariciones de invitados)

### Apariciones actuales
| Año  | Título                                                                         | Red      | Notas                          | Ref.  |
| ---- | ------------------------------------------------------------------------------ | -------- | ------------------------------ | ----- |
| 2012 | Kinashi Mesen! Nori sun no Hawaii                                              | BS Fuji  | Apareció tres veces anualmente | [ 2 ] |
| 2015 | Yutaka-san to Noritake-chan! Tabi suru Aibō                                    | TV Asahi |                                |       |
| 2015 | Noritake-Fumiya-Hiromi ga Iku! Camping Car Gasshuku: Deai-fureai shiawase tabi | Fuji TV  |                                |       |

### Apariciones anteriores

#### Programas de televisión
Programas regulares
| Año  | Título                             | Red     | Notas                   |
| ---- | ---------------------------------- | ------- | ----------------------- |
| 2001 | Kinashi Cycle                      | Fuji TV |                         |
| 2002 | Kinashi Guide Shūmatsu no Tatsujin | Fuji TV |                         |
| 2005 | Genseki                            | TBS     |                         |
| 2005 | 10 Karat                           | TBS     | Apareció una vez al mes |
| 2006 | Mirai Sōzō-dō                      | NTV     |                         |
| 2009 | Ochanomizu Hakase                  | TBS     |                         |

### Programas especiales
Sólo para aclaración (excluyendo a programas de apariciones de invitados)
| Año  | Título | Red      |
| ---- | --- | -------- |
| 1993 | Noritake Kinashi no Soccer da                                                                                    | TV Asahi |
| 1999 | Nenmatsu Jumbo Nama Tokuban! Noritake-Hiromi to yu kaina Nakama ga TV de yaritakatta koto 50                     | TV Asahi |
| 2000 | Noritake Kinashi no Tenran-kai                                                                                   | Fuji TV  |
| 2000 | Tokoro-Noritake-Hiromi no konna Bangumi Damedesuka?                                                              | TV Asahi |
| 2002 | Noritake Kinashi no Sekai no Soccer ga yattekimasu. Watashitachi no Kokorogamae                                  | Fuji TV  |
| 2002 | Jidan: W-hai Hideo Fensetsu "10" no Keifu                                                                        | Fuji TV  |
| 2004 | Oretachi no Zen Ei Open                                                                                          | TV Asahi |
| 2005 | Noritake Kinashi no Vs                                                                                           | TV Asahi |
| 2011 | BS Asahi Kaikyoku 10-shūnen Special Noritake Kinashi no Design ttena nda!? Gaudi no Ai shita machi Barcelona-hen | BS Asahi |
| 2011 | Iwai! Noritake Kinashi Seitan 50-shūnen hajimete no Kinashi                                                      | TV Asahi |
| 2013 | Noritake Kinashi New York MOMA no Nazo: Art ni naru Mono naranai Mono                                            | BS Asahi |
| 2015 | Yutaka-san to Noritake-chan! Tabi suru Aibō                                                                      | TV Asahi |
| 2015 | Kinashi no E wa Sekai e! 53-Sai Shinjin Gaka no NY Funtō-ki                                                      | Fuji TV  |
| 2016 | Soccer W Hai Ajia Saishū Yosen Ōen Bangumi: Supporters                                                           | TV Asahi |

### Doramas
| Año  | Título | Función                     | Red      | Notas                              | Ref.  |
| ---- | --- | --------------------------- | -------- | ---------------------------------- | ----- |
| 1997 | 3-Ban Table no Kyaku                                                                                            |                             | Fuji TV  | También se desempeñó como director |       |
| 1998 | Amai Kekkon | Kitaro Tadano               | Fuji TV  | Rol principal                      |       |
| 1999 | Restru Deka | Igarashi                    | TBS      |                                    |       |
| 1999 | Koichimin Kane                                                                                                  | Ken Nabeshima               | Fuji TV  | Rol principal                      |       |
| 2001 | Natsuyasumi no Santa-san                                                                                        |                             | NTV      |                                    |       |
| 2004 | Otōto | Conductor del tren nocturno | TV Asahi | Episodio 3                         |       |
| 2004 | Ningendamono: Mitsuo Aida Monogatari                                                                            | Mitsuo Aida                 | TV Asahi | Rol principal                      |       |
| 2010 | Wagaya no Rekishi                                                                                               | Ken'ichi Enomoto            | Fuji TV  |                                    |       |
| 2015 | Yonimo Kimyōna Monogatari 25 Shūnenkinen! Aki no 2-shū Renzoku Special Kessaku Fukkatsu-hen: Omoide o Uru Otoko |                             | Fuji TV  |                                    | [ 3 ] |

### Películas
| Año  | Título                               | Función           | Notas             |
| ---- | ------------------------------------ | ----------------- | ----------------- |
| 2002 | Ryōma no Tsuma to sono Otto to Aijin |                   |                   |
| 2004 | Warai no daigaku                     |                   | Elenco escondido  |
| 2006 | Ashita no Kioku                      |                   | Cameo             |
| 2008 | Postman                              |                   | Invitado especial |
| 2015 | Initiation Love                      |                   | Cameo             |
| 2018 | Inuyashiki                           | Ichiro Inuyashiki | Rol principal     |

### Películas animadas
| Año  | Título                 | Función | Notas           |
| ---- | ---------------------- | ------- | --------------- |
| 2003 | Buscando a Nemo        | Marlin  | Doblaje japonés |
| 2013 | Walking with Dinosaurs | Patchi  | Doblaje japonés |
| 2016 | Buscando a Dory        | Marlin  | Doblaje japonés |

### Escenarios
| Año  | Título                       |
| ---- | ---------------------------- |
| 2004 | Noritake Guide Free Live     |
| 2005 | Noritake Guide II Peace Live |
| 2012 | Noritake Guide 5.0           |

### Videojuegos
| Año  | Título                                                              |
| ---- | ------------------------------------------------------------------- |
| 1997 | Marvel Super Heroes vs. Street Fighter (como el personaje Norimaro) |